# Hoplocàrides
Els hoplocàrides (Hoplocarida) són una subclasse de crustacis malacostracis amb 19 segments corporals (5 cefàlics, 8 toràcics i 6 abdominals) més el tèlson. La seva principal característica distintiva és el segon parell de toracòpodes gran i raptor.

## Taxonomia
Es coneixen 491 espècies, en tres ordres, només el dels estomatòpodes tenen representants actuals, essent la galera el més conegut a casa nostra:
- Ordre Stomatopoda
- Ordre Aeschronectida †
- Ordre Palaeostomatopoda †